# Eugénie Goldstern
Eugenie Goldstern, née en 1883 ou 1884 à Odessa dans l'Empire russe et morte à Sobibór (Pologne) le 14 juin 1942, est une ethnologue autrichienne ; ses travaux ont porté notamment sur l'arc alpin (Europe), des années 1910 aux années 1920.
Une exposition temporaire lui a été consacrée au musée dauphinois de Grenoble (France) entre le 22 novembre 2007 et le 30 juin 2008, dans la thématique Alpes humaines.

## Biographie
Eugenie Goldstern naît dans une famille juive polonaise originaire de Galicie. Elle se forme à Vienne (dans l'Autriche actuelle) à partir de 1905, puis en Suisse, et devient une importante ethnographe des Alpes. Certaines de ses recherches et collectes ont été faites sous la supervision scientifique de l'ethnologue et folkloriste Arnold van Gennep (un précurseur « d'une vraie ethnologie de la France », selon Isac Chiva) pour le « Museum für Volkskunde » de Vienne (Autriche).
Victime de l'antisémitisme, elle meurt en déportation à Izbica ou au camp de Sobibor, en 1942, durant la Seconde Guerre mondiale.

## Travaux
Elle étudie l'arc alpin entre 1910 et 1920, couvrant les régions suisses, italiennes et française du Lammertal, du Valais, des Grisons, le Val Müstair, le Val d'Aoste, le Piémont et la Haute-Maurienne. Ses recherches étendues lui ont notamment permis de confronter et comparer les usages et traditions de ces différents territoires.
En 1913 et 1914, elle conduit des enquêtes en Maurienne (vallée des Alpes françaises), mais son travail est interrompu par la première guerre mondiale. Elle publie cependant une monographie en langue allemande en 1922 à la suite de ces travaux ; ce document sera publié en français en 1987, à l'initiative des habitants de la commune française de Bessans, qui en était le sujet d'étude (« Bessans. Vie d'un village de Haute Maurienne »). Elle s'attache surtout à l'étude de la civilisation matérielle, comportant notamment l'habitat, l'outillage, les jouets d'enfants, etc. et aux rituels du cycle de vie. L'influence de van Gennep marque aussi son travail. Le « Museum für Volkskunde » de Vienne (Autriche) possède ses objets ethnographiques qu'elle a collectés lors de ses recherches et des documents liés.
Isac Chiva considère qu'elle fait partie des précurseurs pour la création d'une ethnologie de l'Europe.